# オレたま 〜オレが地球を救うって!?〜
『オレたま 〜オレが地球を救うって!?〜』（オレたま オレがちきゅうをすくうって）は、原作：原田重光、作画：瀬口たかひろによる日本の漫画。『ヤングアニマル嵐』（白泉社）において2006年から2010年まで連載された。悪魔たちがあの手この手を使って主人公の青年を誘惑し、彼の金玉に封じられた恐怖の女王を解放しようとするエロコメディ。話数カウントは「○th ball」。

## 概要
『ヤングアニマル嵐』2006年No.12（2006年11月発売）から連載開始。姉妹誌の『ヤングアニマル』で連載中だった『ユリア100式』で原作を務める原田重光と、本名義では5作目の長編作品となる瀬口たかひろが組んだエロコメディである。射精すれば世界滅亡という荒唐無稽な設定は、エロ系青年漫画の約束事の一つである「寸止め」の理由となっている。また彼を誘惑する立場である小悪魔のエリスもいざその場面になると消極的になってしまう処女であり、2人はなかなか最後まで行かないまま、次第に互いを意識していく。
1巻の帯にはスポーツ新聞を真似て「タマスポ」と題された煽り文句が書かれ、折り返しではエリスを風俗嬢風に紹介している。2巻の帯では「このガマンがすごい!2008年第1位!」（このマンガがすごい!のパロディ）と書かれた。
2009年からはフィギュア展開も開始した。
2010年No.4（2010年3月発売）で完結した。最終巻の6巻は2010年4月28日に発売された。

## あらすじ
20XX年7月、契約の定めに従い人間の世界は本来の持ち主である魔族へと返還されることになっていた。運命の7月1日、恐怖の女王エマニエルが復活せんとするその間際、天使の力によってエマニエルはとある青年の金玉の右側へと封じられてしまった。彼の名前は佐藤航太。19歳の冴えない童貞である。彼が射精すればエマニエルが解き放たれ、人間の世界は滅亡する。しかし、7月の終わりまで我慢を通せば契約は無効となり、世界は救われる。航太は1ヶ月の間、悪魔達の度重なる誘惑を耐え抜かなくてはならない。

## 登場人物
佐藤航太（さとう こうた）
本作の主人公。19歳のフリーターで童貞。金玉に恐怖の女王が封じられている。女の子と少し話をした程度で好意を持ってしまうほど惚れっぽく、マゾっ気が強い為、罵倒されても興奮する始末である。バイト先の同僚の美奈与に想いを寄せる一方で、罠と分かっていながらも悪魔達の誘惑をきっぱりと拒絶することが出来ず、いつもギリギリの所まで乗ってしまい、毎回が地球の危機である。だが一応地球滅亡を食い止める意欲はあるらしい（インポになろうとしたりパイプカットしようとしたりなど）。
エリス
本作のヒロイン。八重歯と貧乳が特徴の小悪魔。性格は、所謂ツンデレで航太を懸命に誘惑するが、自身も男性経験がない為、最後の所で踏ん切りがつかず、彼を殴り倒しておしまいというパターンを繰り返している。頭の羽や尻尾の動きで感情を表しやすいタイプで、その態度は明らかに航太のことを憎からず思っている様子だが、本人の自覚の程は不明である。最近では航太を操って、無意識状態のペッディングを楽しんでいる。
アイリン
童顔で巨乳の天真爛漫なサキュバス。語尾に「…のにゃ」「…にゃん」を付けた甘い喋り方をする。視線だけでも相手を犯せる色事のプロフェッショナルで航太を窮地に追い込む。
エマニエル
恐怖の女王。その風体はまるっきりSMの女王様である。普段は航太の右側の金玉に封じられて精液まみれになっている。エリスが不甲斐ない為に自力で脱出しようと航太の夢の中にまで出てきて、航太を夢精させようと奮闘した。
相沢美奈与（あいざわ みなよ）
航太と共にコンビニで働くアルバイト店員。気立てが良く、グラマラスな体型を持つ。航太が想いを寄せている女性だが、本人もまんざらではない様子で、2人の仲は段々と接近していく。酔うと淫乱になってしまう。しかし、37thballにて航太に振られてしまい、髪を切る。
コンビニ店長
航太のアルバイト先の店長。ヤクザと見紛う風体で、性格も見たままである。
山本 拓
平凡な高校1年生。アンヘルに狙われる。※2、4巻extraballに登場。
アレス
死神のアレス。尻尾で首を締め上げることで、死に際の最後の射精を狙う。
マリー
魔界のバンパイア・マリー。睾丸に直接噛み付いて、女王を吸い出そうとする。
アンヘル
悪霊アンヘル。エクトプラズムとなり体内に入り憑り付く悪魔。山本をよりしろに狙う。※2巻extraballに登場。
ニーナ
天界の清き天使ニーナ。悪霊アンヘルを退治するためやってきた。その後、魔界の寄性虫退治で天使のリングを失い、堕天してしまう。※2、4巻extraballに登場。
アッシュ
3刺客の1人目。インビジブルのアッシュ。透明になるため、常時裸の悪魔。バイト中の主人公を射精させようと透明になって近づき襲う。
エリエール
3刺客の2人目。堕天使のエリエール。ブラックキューピッドの矢を使って、主人公を様々な人間の女性を使い誘惑する。
イザベラ
3刺客の3人目。屍人イザベラ。包帯姿のゾンビで、体内に自分の指を入れ、直接前立腺を刺激することで、勃起させる。
バフォメット
魔界の悪魔その1。魔界の大悪魔。両性具有のため同性を理解した上で、襲ってくる。
ミノタウルス
魔界の悪魔その2。ラミアとセットで登場。牛のコスプレをした爆乳悪魔。得意技は爆乳パイズリ。
ラミア
魔界の悪魔その3。下半身はヘビ。長い舌で絡み付いてフェラチオ攻撃をする。
ベルゼブブ
魔王その1。蝿の化身だが、羽と触覚があるぐらい。化身の蝿の大群を使って全身を愛撫する攻撃を行う。
アスモダイ
魔王その2。羊の化身。羊のアソコは名器と昔から言われており、それを武器に襲ってくる。口癖は「メェ〜〜〜〜」。
ミカエル
大天使ミカエル。普段は地上で老人としてゴミを漁りながら生活している。昔は天使軍を率いていた。航太が魔界に乗り込んだ際に初めて名前が明らかになる。
サタン
魔界の悪魔王。エマニエル同様に航太の金玉に封印されてしまう。元は天使で、天使名はルシファー。

## 単行本
- 1巻 ISBN 978-4-592-14411-3 2007年9月5日発行（2007年8月29日発売）
- 2巻 ISBN 978-4-592-14412-0 2008年4月5日発行（2008年3月28日発売）
- 3巻 ISBN 978-4-592-14413-7 2008年10月5日発行（2008年9月29日発売）
- 4巻 ISBN 978-4-592-14414-4 2009年7月5日発行（2009年6月29日発売）
- 5巻 ISBN 978-4-5921-4415-1 2010年2月5日発行（2010年1月29日発売）
- 6巻 ISBN 978-4-5921-4416-8 2010年5月5日発行（2010年4月28日発売）

## フィギュア
- オレたま エリス デラックスVer. （1/8スケールPVC塗装済み完成品） wave（2009年6月25日発売）
- オレたま エリス スタンダードVer. （1/8スケールPVC塗装済み完成品） wave（2009年6月25日発売）